# Dakota Moon
Dakota Moon é uma banda americana formada em Los Angeles, Califórnia, Estados Unidos, em meados dos anos 90. A banda se dedicou ao ritmos pop rock, country e R&B urbano. Todos os quatro membros da banda cantavam e tocavam instrumentos. O grupo é composto por Ray Artis (baixo, voz), Joe Dean (guitarra, voz), Malloy (percussão, voz) e Ty Taylor (guitarra, voz). Lançaram dois álbuns de estúdio pela Elektra Records e registraram três singles na Billboard.

## História
Os quatro membros do Dakota Moon se conheceram durante uma sessão de gravação em Los Angeles e decidiram formar uma banda em período integral porque a sessão foi bem. Após uma turnê no circuito de clubes de Los Angeles, a banda assinou contrato com a Elektra Records em 1997 mediada pela CEO Sylvia Rhone, e foi contratada para abrir apresentações de para Hall & Oates e Tina Turner no final do mesmo ano. Dakota Moon lançou dois álbuns pela Elektra, em 1998 e 2002, e teve três canções de sucessos nos EUA.

## Discografia
- Dakota Moon (1998)
- A Place to Land (2002)

## Tabelas musicais
| Ano  | Título                        | Posições no gráfico | Posições no gráfico | Posições no gráfico | Posições no gráfico | Álbum           |
| Ano  | Título                        | US AC               | US Adult Main       | US T40 Main         | US                  | Álbum           |
| ---- | ----------------------------- | ------------------- | ------------------- | ------------------- | ------------------- | --------------- |
| 1998 | "A Promise I Make"            | 11                  |                     | 37.                 | 69                  | Dakota Moon     |
| 1998 | "Another Day Goes By"         | 19                  | 36.                 |                     |                     | Dakota Moon     |
| 2002 | "Looking for a Place to Land" | 30                  | 27                  |                     |                     | A Place to Land |